# Баскачи (Московская область)
Баскачи — деревня в городском округе Кашира Московской области.

## География
Находится в южной части Московской области на расстоянии приблизительно 8 км на восток по прямой от железнодорожной станции Кашира на правом берегу Оки, прилегая с востока к деревне Хворостянка.

## История
Известно с 1579 года как село Баскач, в котором была церковь Богоявления. В 1752 году была построена одноименная каменная церковь (ныне руинирована). В 1859 году здесь было 30 дворов. До 2015 года входила в состав сельского поселения Знаменское Каширского района.

## Население
Постоянное население составляло 200 человек (1859 год)., 25 в 2002 году (русские 100 %), 3 в 2010.